# Olajkár Sándor
Olajkár Sándor, (Kispest, 1918. december 3. – Budapest, 1998. október 16.) válogatott labdarúgó, csatár. Testvére Olajkár Károly szintén válogatott labdarúgó volt. A sportsajtóban Olajkár II néven volt ismert. Unokája Szabados József, szintén labdarúgó.

## Pályafutása

### Klubcsapatban
1933-ban Kispesten kezdte a labdarúgást. Itt mutatkozott be az élvonalban. 1941-ben Csepelre igazolt, ahol két bajnoki címet szerzett a csapattal. 1945-ben visszatért Kispestre. A következő évben Olaszországba szerződött, csapattársával Kincses Mihállyal együtt. Az első idényt mindketten az Atalanta csapatában töltötték. Olajkár a következő idényben a Lecco együttesében játszott, majd hazatért.

### A válogatottban
1941 és 1943 között 5 alkalommal szerepelt a válogatottban és egy gólt szerzett.

## Sikerei, díjai
- Magyar bajnokság
  - bajnok.: 1941–42, 1942–43

## Statisztika

### Mérkőzései a válogatottban
| Magyarország | Magyarország         | Magyarország              | Magyarország | Magyarország | Magyarország | Magyarország | Magyarország | Magyarország |
| #            | Dátum                | Helyszín                  | Hazai        | Eredmény     | Vendég       | Kiírás       | Gólok        | Esemény      |
| ------------ | -------------------- | ------------------------- | ------------ | ------------ | ------------ | ------------ | ------------ | ------------ |
| 1.           | 1941. november 16.   | Zürich, Hardturm stadion  | Svájc        | 1 – 2        | Magyarország | barátságos   | 1            | 74'          |
| 2.           | 1942. június 14.     | Budapest, Üllői úti pálya | Magyarország | 1 – 1        | Horvátország | barátságos   | -            |              |
| 3.           | 1943. május 16.      | Genf, Charmilles Stadion  | Svájc        | 1 – 3        | Magyarország | barátságos   | -            |              |
| 4.           | 1943. szeptember 12. | Stockholm                 | Svédország   | 2 – 3        | Magyarország | barátságos   | -            |              |
| 5.           | 1943. szeptember 15. | Helsinki                  | Finnország   | 0 – 3        | Magyarország | barátságos   | -            |              |
|              | Összesen             |                           |              | 5            | mérkőzés     |              | 1            | gól          |